# Mirojevići
Mirojevići este un sat din comuna Bijelo Polje, Muntenegru. Conform datelor de la recensământul din 2003, localitatea are 295 de locuitori (la recensământul din 1991 erau 362 de locuitori).

## Demografie
În satul Mirojevići locuiesc 211 persoane adulte, iar vârsta medie a populației este de 34,4 de ani (32,2 la bărbați și 36,8 la femei). În localitate sunt 82 de gospodării, iar numărul mediu de membri în gospodărie este de 3,60.
Populația localității este foarte eterogenă.
|  |

| Demografie | Demografie | Demografie |
| An         | Locuitori  | Locuitori  |
| ---------- | ---------- | ---------- |
|            |            |            |
|            |            |            |
|            |            |            |
|            |            |            |
| 1948       | 310        |            |
| 1953       | 360        |            |
| 1961       | 439        |            |
| 1971       | 407        |            |
| 1981       | 386        |            |
| 1991       | 362        | 334        |
| 2003       | 432        | 295        |

| \| Componența etnică conform recensământului din 2003[2] \| Componența etnică conform recensământului din 2003[2] \| Componența etnică conform recensământului din 2003[2] \| Componența etnică conform recensământului din 2003[2] \| Componența etnică conform recensământului din 2003[2] \| \| ----------------------------------------------------- \| ----------------------------------------------------- \| ----------------------------------------------------- \| ----------------------------------------------------- \| ----------------------------------------------------- \| \| \| \| \| \| \| \| Musulmani \| Musulmani \| \| 142 \| 48,13% \| \| Bosniaci \| Bosniaci \| \| 114 \| 38,64% \| \| Sârbi \| Sârbi \| \| 38 \| 12,88% \| \| necunoscută \| necunoscută \| \| 0 \| 0% \| |             |  |     |        |
| Componența etnică conform recensământului din 2003 |             |  |     |        |
| |             |  |     |        |
| Musulmani | Musulmani   |  | 142 | 48,13% |
| Bosniaci | Bosniaci    |  | 114 | 38,64% |
| Sârbi | Sârbi       |  | 38  | 12,88% |
| necunoscută | necunoscută |  | 0   | 0%     |